# Sybra elongatula
Sybra elongatula är en skalbaggsart som beskrevs av Stefan von Breuning 1939. Sybra elongatula ingår i släktet Sybra och familjen långhorningar. Inga underarter finns listade i Catalogue of Life.